# Tunika svatého Ludvíka

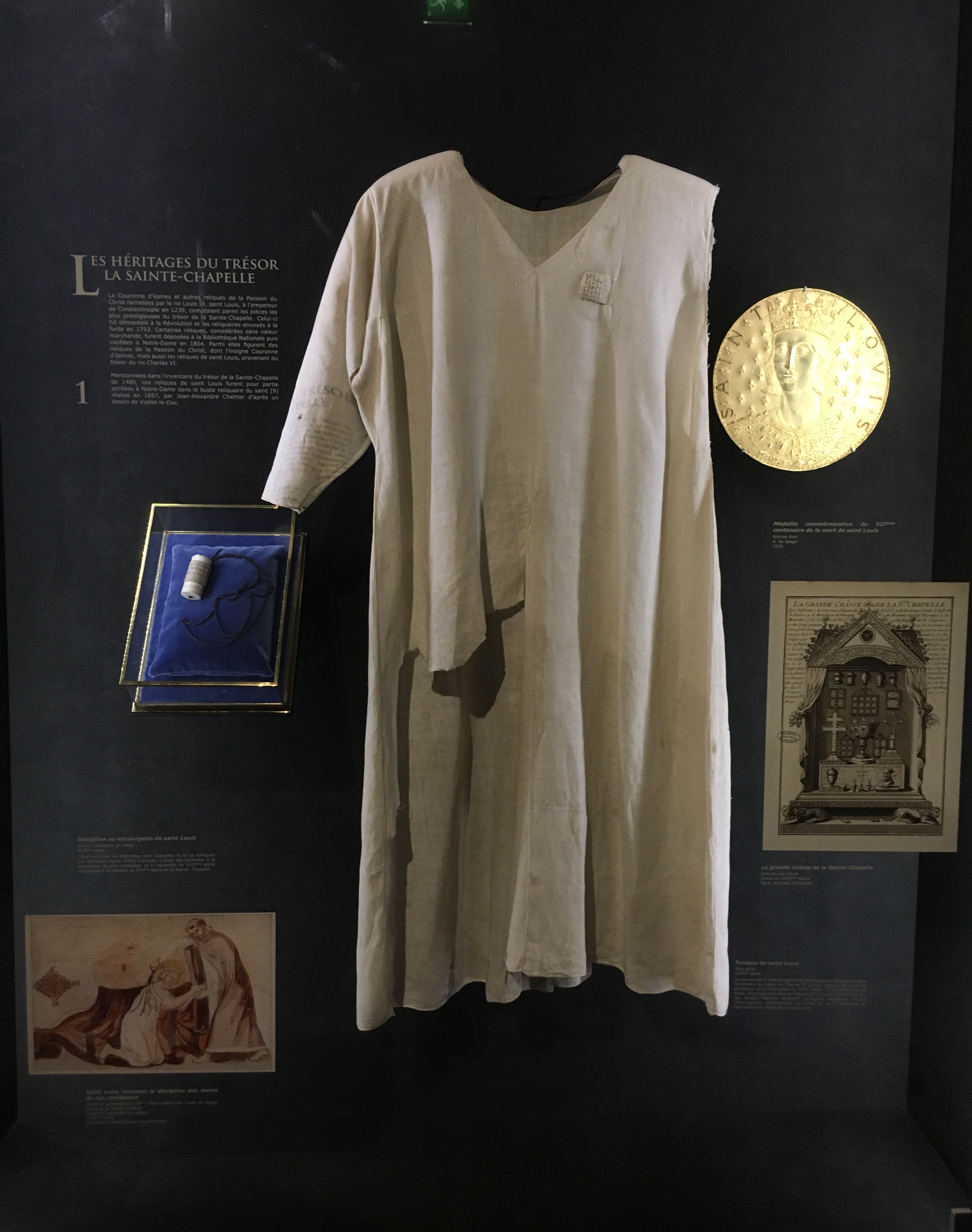
Tunika vystavená v katedrále

Tunika svatého Ludvíka (též nazývaná košile svatého Ludvíka) je relikvie uložená v katedrále Notre-Dame v Paříži. Jedná se o údajný oděv sv. Ludvíka, který je součástí chrámového pokladu.

## Popis
Jedná se o košili, která měla patřit francouzskému králi Ludvíkovi IX., který ji nosil na znamení své zbožnosti.
Je z bílé lněné tkaniny s osnovou z 31 nití na cm² s 27 útky. Je 43 cm široká a 111,4 cm dlouhá. Chybí jí jeden rukáv.
Na košili je přišitý pergamen s textem: „C'est la chemise de mons. saint Louis jadis Roy de fran et nya que une manche“. (Toto je košile sv. Ludvíka, kdysi krále Francie, a má jen jeden rukáv).

## Historie
Datace oděvu do období vlády Ludvíka IX. (tj. 13. století) je nejistá. Tunika se vyskytuje v inventáři Sainte-Chapelle z roku 1480. Dne 12. března 1791 byla přenesena do baziliky Saint-Denis a v listopadu 1793 do Francouzské národní knihovny.
Tunika je od roku 1804 uchovávána v katedrále Notre-Dame a od 11. září 1974 je zařazena mezi historické památky. V roce 2014 byla restaurována.
Během požáru katedrály dne 15. dubna 2019 byla zachráněna před ohněm stejně jako relikvie Trnové koruny. Na záchraně se podílel kněz Jean-Marc Fournier, kaplan pařížských hasičů.